# بخش لوبرن

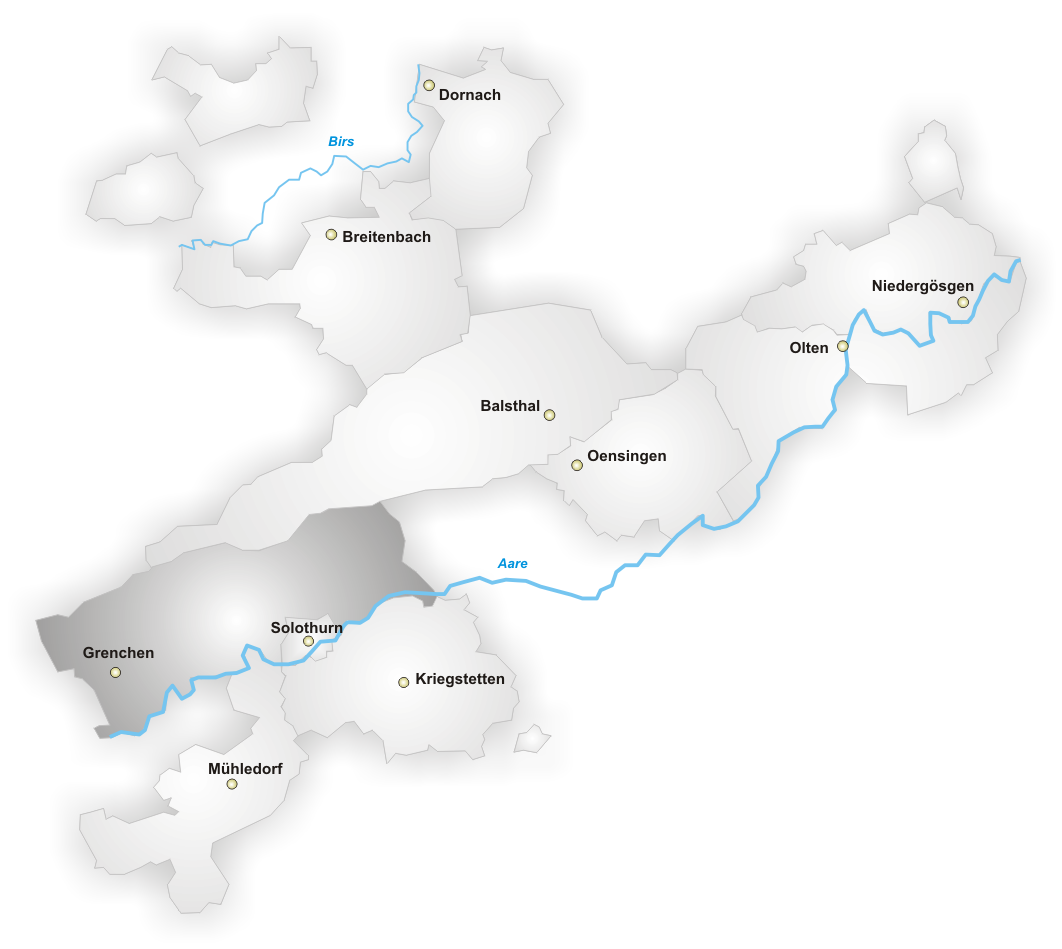
نمایی از نقشهٔ بخش لوبرن یکی از بخش‌های ایالت سولوتورن - ۲۰۰۵

بخش لوبرن یکی از بخشهای ایالت سولوتورن  در کشور سوئیس است.